# Paweł Werner
Paweł Werner (ur. 30 stycznia 1993) – polski pływak, reprezentujący klub sportowy MKS Juvenia Wrocław. Specjalizuje się głównie w stylu dowolnym.
Brązowy medalista mistrzostw Europy juniorów na 200 m stylem dowolnym oraz w sztafecie 4 x 200 m stylem dowolnym. Wicemistrz świata juniorów na 100 i 200 m stylem dowolnym, brązowy medalista w sztafecie  4 x 200 m stylem dowolnym. 
Uczestnik mistrzostw Europy z Debreczyna na 100 (43. miejsce) i 200 m stylem dowolnym (39. miejsce) oraz w sztafecie 4 x 200 m stylem dowolnym (10. miejsce).

Wielokrotny medalista Mistrzostw Polski.